# Ioctl
ioctl es una llamada de sistema en Unix que permite a una aplicación controlar o comunicarse con un driver de dispositivo, fuera de los usuales read/write de datos. Esta llamada se originó en la versión 7 del AT&T Unix. Su nombre abrevia la frase input/output control.

## Descripción
Una llamada ioctl toma como parámetros:
1. un descriptor de archivos abierto
2. un número de código de requerimiento
3. también un valor entero, posiblemente sin signo (va al driver), o un puntero a datos (también va al driver y vuelve de él)

El kernel generalmente envía un ioctl directamente al driver, el cual puede interpretar el número de requerimiento y datos en cualquier forma requerida. Los escritores del driver documentan cada número de requerimiento del driver para ese driver particular, y los proveen de constantes en el archivo de cabeceras (*.h)
Algunos sistemas tienen convenciones en su codificación, dentro del número de codificación, el tamaño de los datos a ser transferidos desde o hacia el driver del dispositivo, la dirección de la transferencia de datos y la identidad del driver implementando el requerimiento.
Independientemente de que esa convención se cumpla o no, el kernel y el driver colaboran para entregar un código de error uniforme (señalados por la constante simbólica ENOTTY) a una aplicación que haga un requerimiento al driver que no reconozca.
El nemónico ENOTTY (tradicionalmente asociado con el mensaje textual "Not a typerwriter") viene del hecho de que en los sistemas iniciales que incorporaba una llamada ioctl, solo el dispositivo teletipo (tty) planteaba este error. A través del nemónico simbólico es ajustado por los requerimientos de compatibilidad; algunos sistemas modernos muy útilmente prestan un mensaje más general, como: "Inappropriate device control operation", o la localización del mismo.
TCSETS ejemplifica un ioctl en un puerto serial. Las llamadas de lectura y escritura normales en un puerto serial reciben y envían paquetes de datos. Una llamada ioctl(fd, TCSETS, data), independiente de las llamadas normales I/O, controla varias opciones del controlador, como la manipulación de caracteres especiales, o las señales de salida en el puerto (por ejemplo, la señal DTR).

## Ejemplo de uso
Un ejemplo de uso para ioctl es el manejo de los leds del teclado, KDGKLED, KDSKBLED son las macros definidas para poder acceder a los leds que la mayoría de los teclados tienen.
```
#include
 
<stdio.h>

#include
 
<fcntl.h>

#include
 
<sys/ioctl.h>

#include
 
<linux/kd.h>

#include
 
<time.h>

#include
 
<unistd.h>
    /*Encabezado para la función sleep() and close() */ 

int
 
get_state
(
int
 
fd
,
int
 
*
estado
)

{

    
if
 
(
-1
 
==
 
ioctl
(
fd
,
 
KDGKBLED
,
 
estado
)){
          

/*Si la función ioctl devuelve -1, hubo un error, que será especificado en la función perror(), si es cero significa que finalizo exitosamente*/

        
perror
(
"ioctl"
);

        
close
(
fd
);

        
return
 
-1
;

    
}

   
return
 
0
;
    

}

void
 
print_caps_lock_state
(
int
 
estado
)

{

    
printf
(
"Estado Caps Lock: %s (%d)
\n
"
,

           
(
estado
 
&
 
K_CAPSLOCK
)
 
==
 
K_CAPSLOCK
 
?
 
"on"
 
:
 
"off"
,
 
estado
);

}

int
 
apaga
(
int
 
fd
,
int
 
*
estado
)

{

    
get_state
(
fd
,
estado
);

    
if
 
(
-1
 
==
 
ioctl
(
fd
,
 
KDSKBLED
,
 
*
estado
 
^
 
K_CAPSLOCK
)){

        
perror
(
"ioctl set"
);

        
close
(
fd
);

        
return
 
-1
;

    
}

    
return
 
0
;

}

int
 
prende
(
int
 
fd
,
int
 
*
estado
)

{

    
if
 
(
-1
 
==
 
ioctl
(
fd
,
 
KDSKBLED
,
 
K_CAPSLOCK
)){

        
perror
(
"ioctl set"
);

        
close
(
fd
);

        
return
 
-1
;

    
}

    
get_state
(
fd
,
estado
);

    
return
 
0
;

}

int
 
main
()

{

    
int
 
fd
 
=
 
open
(
"/dev/tty0"
,
 
O_NOCTTY
);

    
if
 
(
fd
 
==
 
-1
){

        
perror
(
"open"
);

        
return
 
-1
;

    
}

    
int
 
estado
 
=
 
0
;
  

    
prende
(
fd
,
&
estado
);
    

    
sleep
(
1
);

    
apaga
(
fd
,
&
estado
);

    
sleep
(
2
);

    
prende
(
fd
,
&
estado
);

    
sleep
(
1
);

    
apaga
(
fd
,
&
estado
);

    
close
(
fd
);

    
return
 
0
;

}

```